# Firnanker

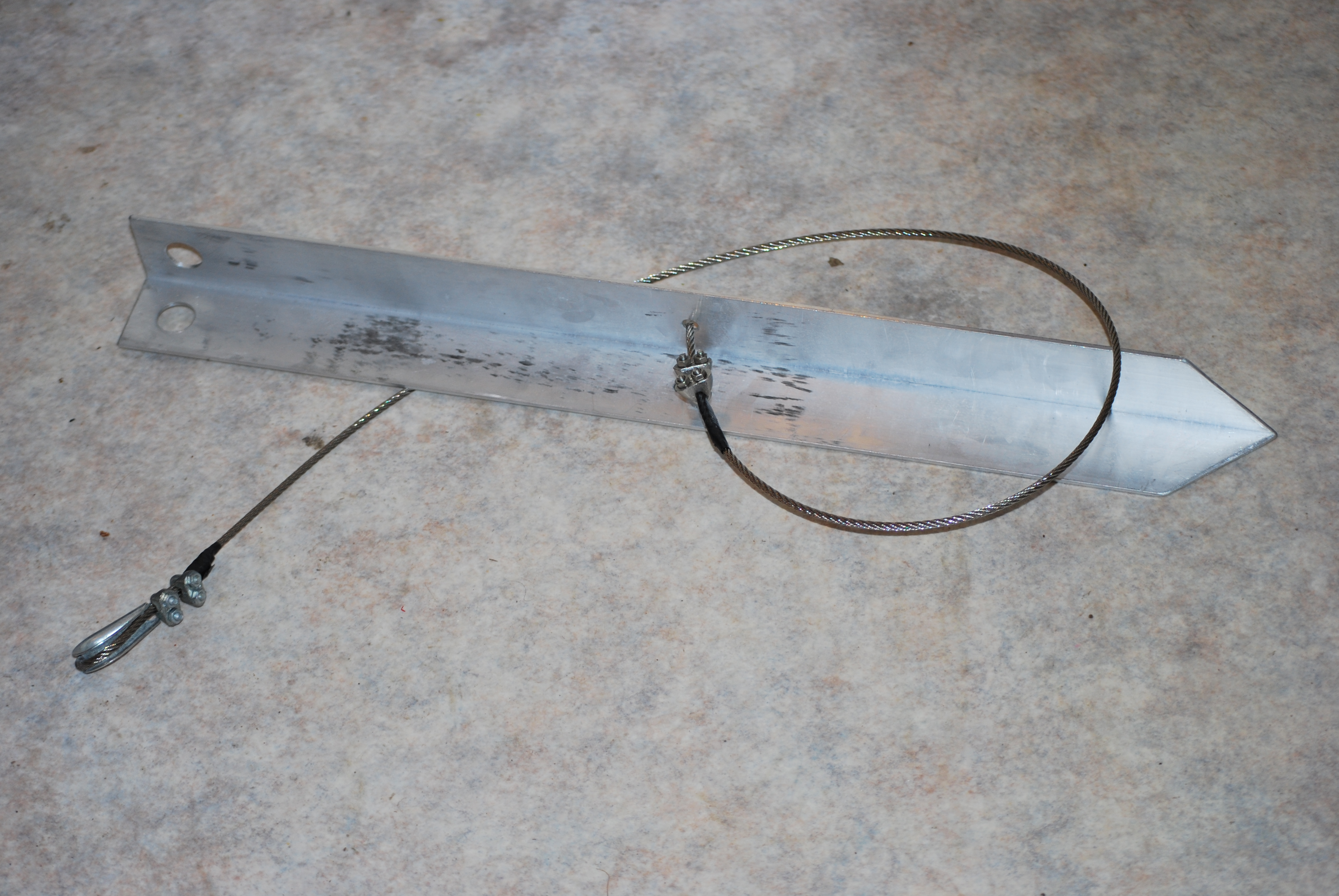
Mid-Clip-Firnanker mit V-Profil

Ein Firnanker oder Schneeanker (bei manchen Bauweisen auch Firnhaken)  ist ein Gerät, das beim Bergsteigen zur Herstellung eines Fixpunktes insbesondere in steilem Firn eingesetzt wird. Er besteht im Wesentlichen aus einer metallenen Verankerung und einem Kabel, an dessen Ende gesichert wird.

## Bauweisen
Firnanker werden meist aus Leichtmetall (z. B. Aluminium) hergestellt. Für weichen Schnee werden breite, schaufelblattähnliche abgewinkelte Bleche (ca. 200 Gramm) mit großer Fläche verwendet. Ihre Haltekraft wird jedoch häufig als nicht ausreichend eingeschätzt.
Für härteren, festen Firn verwendet man T- oder V-Profile, seltener auch U-Profile, die mit dem Hammer oder Eispickel sehr stabil und tief auch durch Eisschichten eingeschlagen werden können. Solche Modelle werden auch als Firnhaken bezeichnet. Sie sind meist etwa 60 bis 80 Zentimeter lang und 300 bis 400 Gramm schwer. Um die Haltekraft zu erhöhen, sind sie manchmal mit Widerhaken ausgestattet, die das Herausgleiten erschweren. Der Nachteil, dass solche Geräte zum Entfernen wieder ausgepickelt werden müssen, fällt hier weniger ins Gewicht, da sie hauptsächlich zur Verankerung von Fixseilen beim Expeditionsbergsteigen eingesetzt werden.
Nach der Befestigung des Stahlkabels wird zwischen Top Clip (Kabel am Oberende) und Mid Clip (Kabel in der Mitte des Ankers) unterschieden. Die Top-Clip-Befestigung hat hierbei den Vorteil des leichten Anbringens, da das Kabel nicht in den Schnee eingegraben werden muss. Sicherer ist jedoch die Mid-Clip-Bauweise, da hierbei eine gleichmäßige Kraftverteilung auftritt und ein Ausreißen des Ankers aus dem Schnee bei Belastung unwahrscheinlicher ist. Im Gegenteil wird bei richtigem Anbringen ein Mid-Clip-Firnanker bei Belastung sogar tiefer in den Schnee hineingezogen.

## Verwendung
Firnanker können sowohl als Standplatz als auch als Zwischensicherung eingesetzt werden.
Gegenüber einem T-Anker haben Firnanker oft den Vorteil einer wesentlichen Zeitersparnis, außerdem wird dabei kein Eispickel, der anderweitig benötigt wird, vergraben. Die Haltekräfte des Firnankers können bei optimaler Anbringung denen eines T-Ankers entsprechen. Im Vergleich zum Steckpickel, einem vertikal in die Schneedecke gerammten Eisgerät, weist der Firnanker aufgrund seiner größeren Fläche weit größere Haltekräfte auf.
Ein Firnanker muss gezielt für eine bestimmte Belastungsrichtung angelegt werden. Das richtige Einrammen in den Schnee (möglichst tief, richtiger Winkel) ist wesentlich, damit der Anker bei Belastung halten kann. Ist der Winkel zu groß, also nahe bei 90° zur Schneeoberfläche, kann der Anker nach oben herausgezogen werden, bei einem zu geringen Winkel sitzt der Belastungspunkt nicht tief genug und der Anker kann nach unten herausgezogen werden. Meist wird ein Winkel von ungefähr 65° empfohlen. Hierbei ergibt sich bei Mid-Clip-Ankern und einem ausreichend langen Kabel eine resultierende Kraft, die den Anker noch tiefer in den Schnee treibt.
Wie bei allen anderen Fixpunkten in Schnee und Firn kann die Zuverlässigkeit durch Belastung mit dem Körpergewicht (Sitzen oder Stehen am Gerät) erhöht werden, da so ein Herausgleiten zusätzlich verhindert wird. Auch durch Setzen in eine Vertiefung oder Stufe und Verfestigen des Schnees kann die Haltekraft verbessert werden.